# Cantó de Rennes-Nord-Est
El cantó de Rennes-Nord-Est (bretó Kanton Roazhon-Biz) és una divisió administrativa francesa situat al departament d'Ille i Vilaine a la regió de Bretanya.

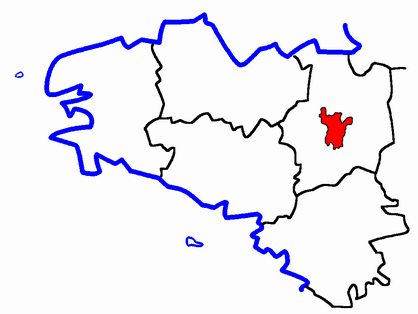
Situació del cantó

## Composició
El cantó abasta una fracció de la comuna de Rennes, fracció de Maurepas que s'estén entre l'Avenue du Général Patton, la rue/Route de Fougère fins als límits amb les comunes de Cesson-Sévigné i Betton.

## Història
| Data d'elecció                           | Identitat    | Partit | Qualitat |
| ---------------------------------------- | ------------ | ------ | -------- |
| 2001-                                    | Yves Préault | PS     |          |
| les dades anteriors no són pas conegudes |              |        |          |
|                                          |              |        |          |